# Villa Alirol
Pour les articles homonymes, voir Alirol.
La villa Alirol est une villa située en France sur la commune de Vals-près-le-Puy, dans la région Auvergne-Rhône-Alpes.

## Localisation
La villa est située dans le département français de la Haute-Loire, sur la commune de Vals-près-le-Puy, dans l'ancienne région administrative d'Auvergne.

## Historique
Construite vers 1900 par l'architecte Achille Proy pour un négociant, cette maison présente un style éclectique qui puise dans les éléments de la Renaissance et du classicisme.
Durant la Seconde Guerre mondiale, la résidence a été utilisée pour loger des officiers allemands. En 2016, le bâtiment présentait des signes avancés de dégradation.

## Description
Ses ferronneries témoignent d'une influence de l'Art nouveau. Les façades, asymétriques et agrémentées de baies de formes diverses, sont agencées autour d'une rotonde d'angle servant d'entrée.

## Protection
La villa est inscrite au titre des monuments historiques par arrêté du 27 septembre 2006.